# Zoti
Zoti (en georgiano: ზოტი) es un pueblo de Georgia ubicado en el este de la región de Guria, siendo parte del municipio de Chojatauri.

## Geografía
Zoti está situada al norte de la cordillera de Mesjetia, en el valle del río Gubazeuli, a 36 km de Chojatauri. 

## Historia
La población se compone principalmente de ayarios que emigraron desde Goryomi en la Alta Ayaria durante la guerra ruso-turca (1877-1878).

## Demografía
La evolución demográfica de Zoti entre 2002 y 2014 fue la siguiente:
| 1175                                            | 893 |
| (Fuente: Population of Georgia in Soviet times) |     |

Según el censo de 2014, los georgianos (ayarios) constituían el 100% de la población.

## Economía
La población se dedica a la cría de ganado vacuno. Está previsto construir una central hidroeléctrica en el río Gubazouli en el pueblo, con una capacidad de 48 MW.

## Infraestructura

### Arquitectura, monumento y lugares de interés
En el pueblo se encuentra una mezquita construida en 1904, la mezquita de Zoti, que consiste en un edificio de madera de dos pisos que termina con un minarete en forma de cúpula.

### Educación
Hay una escuela pública en el pueblo.

### Transporte
El pueblo está conectado con el centro regional de Chojatauri por una carretera. 